# Малакасис, Милтиадис
Милтиадис Малакасис (греч.  Μιλτιάδης Μαλακάσης; Месолонгион 1869 — Афины 27 января 1943) — греческий поэт, πрозаик и переводчик конца XIX — первой половины XX века.

## Биография
Малакасис родился в 1869 году в богатой семье Месолонгиона. Предки Малакасиса упоминаются историографией Освободительной войны (1821—1829).
У его родителей, Агамемнона Малакасиса и Зои Керасовити, было 4 детей, но только один сын.
В силу этого, родители питали слабость и потакали единственному сыну.
Милтиадис окончил начальную школу в родном городе, продолжил учёбу в гимназии города Патры.
В 1885 году отправился в Афины и поступил в частный лицей-интернат Папагеоргиу.
По настоянию семьи после окончания лицея поступил на юридический факультет Афинского университета, который однако никогда не окончил.
Финансовый достаток его семьи позволил Малакасису посвятить себя поэзии и литературе в целом на протяжении всей своей жизни.
В столице он вёл светский образ жизни и был членом Афинского клуба.
В 1897 познакомился с натурализовавшемся во Франции поэтом Жаном Мореасом (Иоаннис Пападиамантопулос).
Мореас был французским поэтом, но своё греческое Отечество не забыл и с началом греко-турецкой войны 1897 года прибыл в Грецию с намерением вступить в греческую армию. Однако война носила странный характер и вскоре была свёрнута.
Знакомство с Мореасом решительно повлияло на поэзию Малакасиса и его последующую литературную карьеру.
С другой стороны, Мореас по достоинству оценил талант молодого поэта, перевёл два его стихотворения и опубликовал во Франции.
В 1908 году Малакасис женился на дочери покойного премьер-министра Эпаминонда Делигеоргиса, Элизе, которая также приходилась двоюродной сестрой Мореасу.
Следствием родства с Мореасом стал переезд четы Малакасисов в следующем (1909) году в Париж, в котором Малакасис остался жить до 1915 года.
Во французской столице Малакасис будучи принятым в круг Мореаса, который был самым значительным представителем пост-символической французской романтической школы, познакомился с французскими интеллектуальными кругами той эпохи.
Малакасис вернулся в Грецию в 1915 году, совершив перед этим поездки в Германию и Константинополь В 1917 году был назначен куратором, а позже директором библиотеки парламента. Был уволен через 18 лет, вновь назначен на эту должность в 1936 году, но подал в отставку в следующем, 1937, году.
В Греции Малакасис относительно быстро получил всеобщее признание и в 1924 году был награждён Национальным Отличием Литературы.
В 1932 году он был избран президентом Общества греческих писателей.
В 1939 году, в качестве президента Общества греческих писателей, стал членом первого комитета Государственных литературных премий.

## Вторая мировая война, оккупация и смерть Малакасиса
28 октября 1940 года началось вторжение итальянской армии в Грецию из союзной итальянцам Албании. Греческая армия отразила вторжение и через 2 недели боёв перенесла военные действия на албанскую территорию. Победы греческой армии вызвали большой резонанс, поскольку на тот момент силы Оси господствовали в Европе, только Британия и Греция продолжали сражаться, в то время как с августа 1939 года оставался в силе Договор о ненападении между Германией и Советским Союзом. Победы греческой армии были первыми победами антифашистской коалиции во Второй мировой войне.
Малакасис был среди деятелей искусств Греции, подписавшихся под Воззванием греческих интеллектуалов к интеллигенции мира.
Греческие интеллектуалы заявляли своим коллегам:
«Мы, эллины, дали ответ на этот ультиматум фашистского насилия. Ответ, который подобает 3000 лет наших традиций, выгравированных глубоко в наших душах, но и написанных и в последнем углу священной земли кровью величайших героев человеческой истории. И сегодня, на заснеженных склонах Пинда и гор Македонии мы сражаемся, в большинстве случаев штыком, полные решимости победить или умереть до единого. Β этой неравной борьбе ….
у нас есть ощущение, что мы защищаем не только наше дело: что мы боремся за спасение всех тех Высоких ценностей, которые составляют духовную и нравственную культуру, то ценное наследие, что завещали человечеству наши прославленные предки и которым сегодня, мы видим, угрожает волна варварства и насилия. Именно это ощущение даёт нам, греческим интеллектуалам, людям культуры и искусства, смелость обратиться к братьям во всём мире, чтобы попросить не материальную, а моральную помощь. Просим вклада душ, революцию сознаний, обращения, немедленного воздействия, везде где это возможно, бдительного слежения и действия для (подготовки) нового духовного  Марафона, который избавит закабалённые нации от угрозы самого тёмного рабства, который познало человечество по сегодняшний день».
Подписи:  Костис Паламас,  Спирос Мелас,  Ангелос Сикелианос,  Георгиос Дросинис,  Сотирис Скипис,  Димитриос Митропулос,  Константин Димитриадис,  Николаос Веис,  Константин Партенис,  Иоаннис Грипарис,  Яннис Влахояннис,  Стратис Миривилис,  Костас Уранис, Милтиадис Малакасис,  Григорис Ксенопулос,  Александрос Филаделфевс,  Аристос Кампанис.
В годы тройной, германо-итало-болгарской, оккупации Греции, Малакасис оставался в Афинах.
В страшную зиму 1941—1942 года, когда от голода  в греческой столице умерли более двухсот тысяч человек Малакасис, кроме прочего, был болен раком.
Малакасис прожил последние годы своей жизни уединившись в своём доме в афинском пригороде Психико Ψυχικό и умер от рака 27 января 1943 года.

## Творчество Малакасиса
Малакасис начал свою творческую деятельность публикациями в журнале Неделя (Эвдомас) в 1885 году под инициалами Μ.Μ.
Более систематически начал публиковать стихи, прозу и статьи семью годами позже, в разных журналах и газетах Очаг Дионисос Искусство Панатинея Асти Акрополис (Εστία, Διόνυσος, Τέχνη, Παναθήναια, Άστυ, Ακρόπολις κ.ά.).
Многие его стихотворения были опубликованы в журнале Нумас (Νουμάς).
В общей сложности он завершил 10 поэтических сборников (из которых Госпожа замка в театральной форме).
В 1904 году он создал, вместе с Константином Хадзопулосом (1868—1920) и Ламбросом Порфирасом (1879—1832), общество «Греческий язык» («Εθνική Γλώσσα») для продвижение и утверждения в литературе разговорного греческого языка.
Малакасис был свободен от влияния школ и стилей, хотя влияние на него Мореаса очевидно. Основной характеристикой его поэзии, которая пронизана пессимистическими настроениями является мастерство стихотворца и чувство музыки.
Его поэзия становится более мужественной, когда затрагивает тему Месолонгиона.
В его стихах присутствует ностальгия по утерянному миру. В силу этого, многие его герои, такие как Такис Плумас и Батариас, выражают мораль и жизнь греческого народа первый период Освободительной войны. Его повествовательный тон, который доминирует в этих стихотворениях, напоминает демотическую (народную) песню.
Некоторые исследователи считают, что Малакасис всего лишь «певец», чей стих льётся непринуждённо, без проблематики, без поиска лирической глубины. Эти исследователи считают, что Малакасис выражает личные чувства игнорируя горести человека и Греции.
В определённом плане, сам Малакасис подтверждает эти оценки, своим заявлением: «Я боюсь идей».

## Некоторые из работ Малакасиса
- Фрагменты (поэтический сборник посвящённый Жану Мореасу) (Συντρίμματα (1898) (ποιητική συλλογή αφιερωμένη στον Ζαν Μωρεάς)
- Часы (Ώρες 1903)
- Госпожа замка (сказка драма в стихах) (Η Κυρά του Πύργου (1904, έμμετρο παραμυθόδραμα, δημοσιευμένο αρχικά στα Παναθήναια, τόμος Ζ΄, και κατόπιν χωριστά)
- Судьба (Πεπρωμένα 1909)
- Об этом говорят соловьи (το λένε τ΄αηδονάκια 1910)
- Асфоделусы (Ασφόδελοι 1918)
- Батариас (Ο Μπαταριάς 1920)
- Такис Плумас (Ο Τάκης Πλούμας 1920)
- Байрон (Μπάυρον 1920)
- Антифоны (Αντίφωνα 1931)
- Эротическое (Ερωτικό 1939)
- Перевод Стансов Жана Мореаса (μετάφραση του έργου Στροφές του Ζαν Μωρεάς (1920).